# Szczypiorek
Czosnek szczypiorek, szczypiorek (Allium schoenoprasum L.) – gatunek rośliny z rodziny amarylkowatych. W stanie dzikim jest szeroko rozprzestrzeniony na półkuli północnej. Występuje w Europie, Azji i Ameryce Północnej. Jest też powszechnie uprawiany w wielu krajach świata. Status gatunku we florze Polski: roślina uprawna, efemerofit. 

## Morfologia

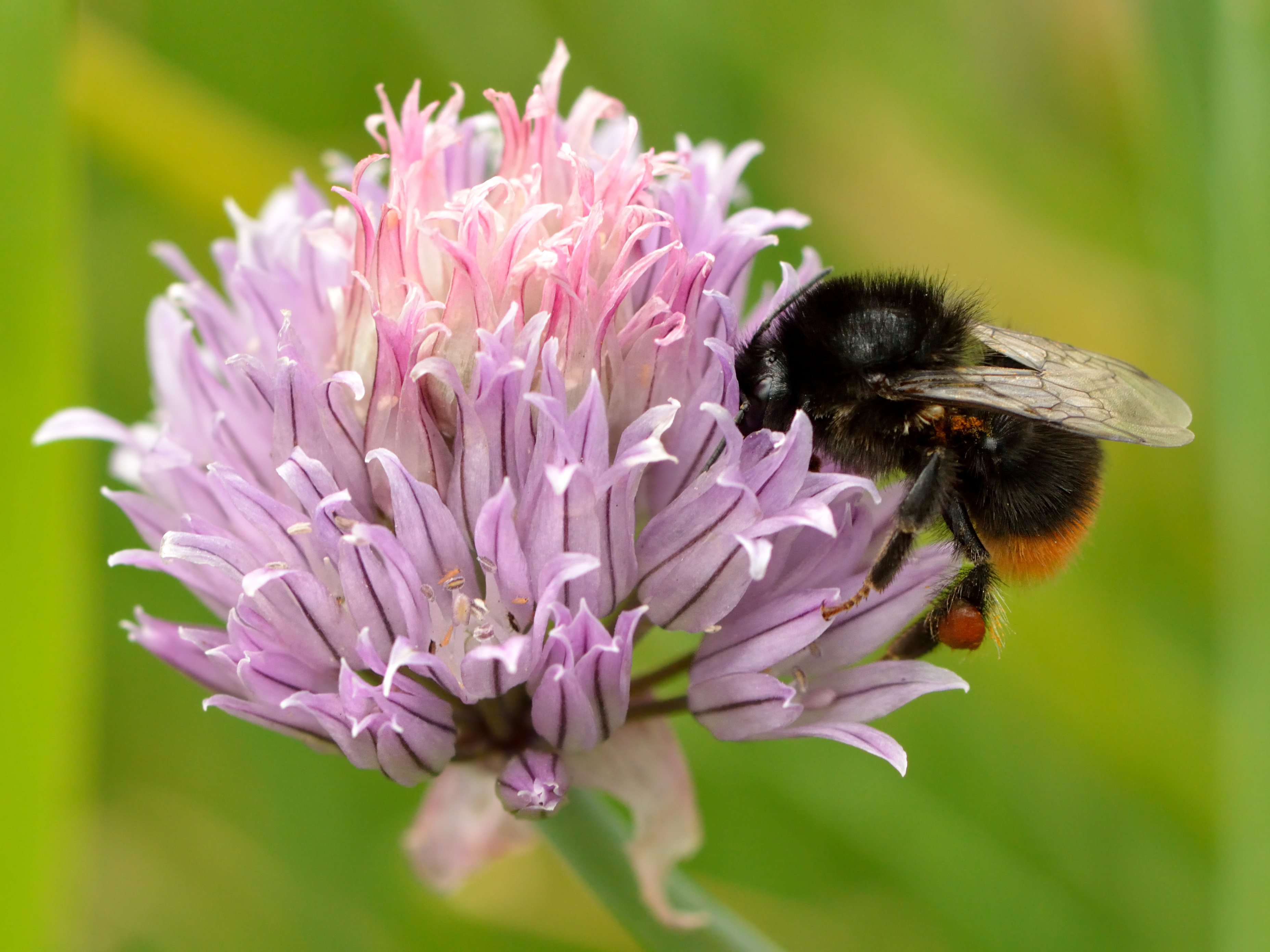
Kwiatostan

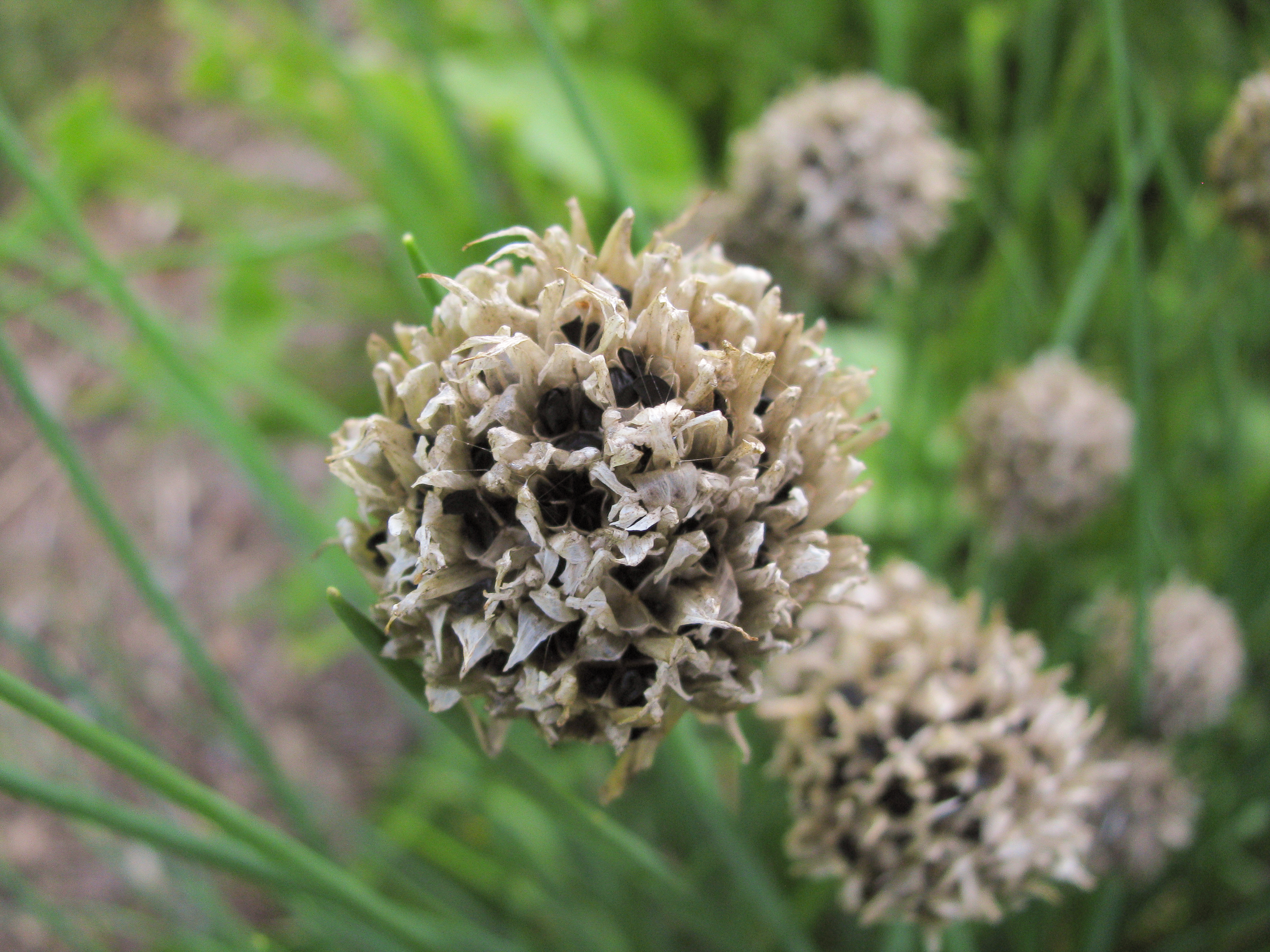
Owoce

PokrójBylina tworząca zwarte kępy o wysokości do 25 cm. Składają się one z liści oraz pędów kwiatowych.
KłączeLiczne, cienkie cebule skupione na podziemnym kłączu.
LiścieLiczne, odziomkowe, rurkowate, ciemnozielone.
KwiatyRóżowe lub fioletowe, zebrane w niewielkie baldachy. Kwitnie od maja do sierpnia.

## Zastosowanie
- Jest uprawiany jako warzywo. Znany był już w starożytności. W Europie jego uprawa rozpowszechniła się w XVI wieku.
- Roślina lecznicza. Liście zawierają dużo witaminy C (50-100 mg w 100 g), karoten, witaminę B2, sód, wapń, potas, fosfor i żelazo. Przyspiesza trawienie, obniża ciśnienie, wzmaga apetyt.
- Sztuka kulinarna: liście powszechnie używane jako przyprawa.

## Uprawa
Rozmnaża się z nasion lub przez podział kępek. Nadaje się do uprawy w ogrodzie, w skrzynkach i doniczkach. Co 2-3 lata należy kępę szczypiorku wykopać i rozdzielić cebulki, gdyż ulega ona nadmiernemu zagęszczeniu. 